# Giuseppe Adami di Bergolo
Giuseppe Matteo Adami, conte di Bergolo (Torino, 1774 – Torino, 22 ottobre 1836), è stato un nobile italiano, sindaco di Torino nel 1822.

## Biografia
Figlio del medico Giuseppe Maria (1736-1790), nominato conte di Bergolo nel 1787, e di Irene Scarrone, entrò a far parte dei decurioni della città di Torino nel 1794. Nella famiglia di origine si possono annoverare altri elementi di spicco della nobilità italiana, come Gioacchino Maria Adami conte di Cavagliano e ministro di stato.
Durante l'occupazione francese del Piemonte ebbe incarichi amministrativi, così come altri esponenti della politica cittadina, come l'avvocato Pietro Pinchia (sindaco nel 1790) e il conte Amedeo Chiavarina di Rubiana (sindaco nel 1837).
Fu sindaco di Torino di seconda classe nel 1822, affiancando Giuseppe Luigi Provana di Collegno.
Fece parte anche della commissione amministrativa che gestiva gli ospizi dei poveri, fu funzionario del ministero delle finanze e consigliere di Stato.
Dopo la sua morte il titolo di conti di Bergolo passò ai Calvi.